# Último Esfuerzo, Emiliano Zapata
Último Esfuerzo är en ort i Mexiko.   Den ligger i kommunen Emiliano Zapata och delstaten Tabasco, i den sydöstra delen av landet, 800 km öster om huvudstaden Mexico City. Último Esfuerzo ligger 34 meter över havet och antalet invånare är 111.
Terrängen runt Último Esfuerzo är platt. Runt Último Esfuerzo är det ganska glesbefolkat, med 21 invånare per kvadratkilometer. Närmaste större samhälle är Emiliano Zapata, 2,1 km nordväst om Último Esfuerzo. Omgivningarna runt Último Esfuerzo är en mosaik av jordbruksmark och naturlig växtlighet.